# 사이타마 세이부 라이온즈
사이타마 세이부 라이온즈(일본어: 埼玉西武ライオンズ 사이타마세이부라이온즈[*], Saitama SEIBU Lions 사이타마 세이부 라이온스[*])는 일본의 프로 야구 구단으로, 퍼시픽 리그 소속이다.
1950년에 니시테쓰 클리퍼스(西鉄クリッパース)라는 이름으로 창단하여 현재까지 퍼시픽 리그 우승 23회, 일본 시리즈 우승 13회를 달성했다. 현재 사이타마현 도코로자와시에 연고지를 두고 있으며 테즈카 오사무의 만화 《밀림의 왕자 레오》의 주인공인 사자 레오(レオ)와 오리지널 캐릭터이자 레오의 여동생 캐릭터인 라이나를 구단 마스코트로 사용하고 있다.

## 역사

### 후쿠오카 시대

#### 니시테쓰 시대
운영 모체인 서일본 철도 (니시테쓰)는 전쟁 기간에 니시테쓰 군을 경영했다. 하지만 1943년에 팀이 해체된다. 니시테쓰 초대 사장의 무라카미 타쿠미는 전후 후쿠오카에 밝은 화제를 제공하고 싶다는 생각에서 전후 곧바로 구단 재건을 도모하지만 일본 야구 연맹에 인정되지 않는다.
그런데 1949년 말 프로 야구 재편 문제가 발생, 단일 리그 체제였다.
연맹이 양대 리그로 분열되자 이를 계기로 후쿠오카 현 후쿠오카시에 니시테쓰 클리퍼스를 결성, 11월 26일에 발족한 퍼시픽 리그에 가맹하여 1950년 1월 28일에 운영회사 "니시테쓰 야구 주식회사"를 설립 등기했다.
1951년 1월 30일, 같은 후쿠오카를 본거지로 하고 있던 센트럴 리그 니시니혼 파이레츠를 흡수 합병해 니시테쓰 라이온즈가 된다.
1956년 ~ 1958년에 퍼시픽 리그 3년 연속 우승과 일본 시리즈에서 3년 연속 요미우리 자이언츠를 이기고 3년 연속 일본 시리즈 우승을 달성했다.
1968년 ~ 1969년 2년 연속 B 클래스의 성적을 책임지고 나카니시 감독이 사임한다. 또한 "검은 안개 사건 '이 발각된 다음 날부터 1970년까지 걸쳐 주력 선수의 탈퇴 · 출장 정지로 전력이 크게 내려간다. 1970년부터 1972년까지 3년 연속 최하위를 기록한 데 이어 관객수도 감소되고 경영이 악화된다. 본업인 교통 사업의 침체까지 겹쳐 1972년, 마침내 서일본 철도는 경영을 포기했다.

#### 다이헤이요 클럽 시대
1972년 11월 롯데 오리온즈의 구단주가 구단을 매입 "후쿠오카 야구 주식회사"로 상호 변경. 자금면 강화를 위해 골프장 개발 회사 다이헤이요 클럽과 제휴하여 구단 이름이 다이헤이요 클럽 라이온즈가 되는데 (11월 9일 퍼시픽 리그 실행 위원회에서 회사 주식의 이동 · 구단 이름 변경 승인을 받음) 한때 펩시코가 구단 인수 물망에 거론됐고 펩시코 외에도 파이오니아가 구단 인수 물망에 올랐다.
첫해인 1973년, 구단주 스스로가 제작한 대규모 팀 개조의 결과, 팀은 3년 만에 꼴찌를 탈출. 전기 4위 · 후기 5위, 종합 4위 (이 년부터 퍼시픽 리그는 전 후기 제도를 도입)에 끝나는데 이 해 2월 5일부터 28일까지 대만에서 전지훈련을 했다. 관객수도 전년도의 평균을 2배 기록. 이듬해 1974년 종합 4위에 머무르며 이 해까지 대만에서 전지훈련을 했으나 그 이후 명맥이 끊겼지만 1983년 OB가 대만에서 전지훈련을 했다. 긴테쓰에서 도이 마사히로, 닛폰햄에서 백인천을 트레이드로 획득하는 등, 적극적인 전력 보강에 나섰다.
1975년, 전기는 2위 · 후기는 4위에 종합순위 3위를 달성, 다이헤이요 클럽이 모기업이 되어 최초의 A 클래스에 오른다.
1976년 에토 감독을 해임하고, 메이저 리그에서 리오 더로셔의 감독 취임이 발표되었지만, 병 때문에 일본에 오지 못하고 계약 해제가 된다. 기토 마사이치 코치를 감독으로 승격한다. 4년 만에 최하위. 관객수도 전년 대비 마이너스 43%를 기록했다.
이 년도의 대폭적인 관객수 감소가 크게 영향을 미쳐, 구단 경영이 곤란해진 다이헤이요 클럽은 경영에서 한수 물러선다.

#### 크라운라이터 시대
1976년 10월 12일 사쿠라이 요시아키가 이끄는 크라운 가스 라이터와 제휴하여 구단 이름을 크라운 라이터 라이온즈 (본래의 사명 인 "가스"는 구단 이름이 길어지기 때문에 넣지 않았다)로 다시 개명한다. (10월 15일 퍼시픽 리그 승인). 그러나 다이헤이요 클럽에서 자금을 지원하고 있었기 때문에 계속 유니폼 다이헤이요 클럽 로고가 삽입됐다.

### 도코로자와 시대

#### 네모토 감독 시대
1978년 시즌 정규 시즌이 마무리된 후, 10월 12일 코사이토 크라운이 구단 매각과 함께 사이타마현 도코로자와시로의 연고 이전을 발표했다. 국토계획의 쓰쓰미 요시아키 당시 사장이 구단을 매입해 세이부 라이온즈(Seibu Lions)로 구단 이름을 변경했으며 쓰쓰미의 중개로 그랜드 프린스 호텔 아카사카에 사무국을 차리고, 세이와정책연구회의 창시자이자 전 총리였던 후쿠다 다케오가 명예 회장 자리에 취임했다.
10월 17일 도쿄도 도시마구 히가시케부쿠로의 선샤인 60에 구단 사무실을 세우고 10월 25일 운영회사 명을 지금의 주식회사 세이부 라이온즈(株式会社西武ライオンズ)로 변경했다. 12월 5일에 펫 마크의 상징 색을 발표했고 12월 18일 새로 건설 중이었던 구장 명을 세이부 라이온즈 구장으로 결정했다. 지바 롯데의 노무라 가쓰야, 야마자키 히로유키, 한신의 다부치 고이치를 새로 영입했으나 크라운 시대의 1977년 드래프트권을 계승하여 에가와 스구루를 입단시키기 위해 노력했지만 실패해 요미우리 그룹과의 관계가 악화되었다. (에가와 사건)
1979년 세이부 라이온즈로 맞은 첫 시즌은 스프링 캠프에서의 팀 조정 실패 등의 영향으로 개막전 2무를 포함 12연패를 당했고, 후기 리그에서도 5위에 머물며 연 통합성적 최하위에 그쳤다.
1980년 전기 리그에선 최하위에 그쳤지만 스티브 온티베로스 영입으로 타선이 강화된 후 후기 리그에선 9월 선두로 올라서며 선전했다. 하지만 막판 6연패로 결국 우승에 실패하며 4위에 그쳤다. 연 통합성적도 4위를 기록했다.
1981년 전기 리그에서 막판까지 우승을 놓고 다퉜지만 지바 롯데에 밀려 2위에 그쳤다. 후기 리그에선 부진한 경기력 끝에 5위에 그쳤고 네모토 리쿠오 감독이 이 시즌을 마지막으로 물러났다.

#### 히로오카 감독 시대
1982년 시즌을 앞두고 새로 취임한 히로오카 다쓰로 감독의 지휘 아래서 팀을 개혁, 그 효과로 전기 리그에서 우승을 차지했다. 후기 리그는 초반부터 꼬이면서 플레이오프에 초점을 맞췄고 결국 1982년 퍼시픽 리그 플레이오프에서 후기리그 우승 팀이었던 닛폰햄의 에나쓰 유타카를 공략하며 3승 1패로 승리, 19년만의 퍼시픽 리그 우승에 성공했다. 일본 시리즈에선 주니치 드래건스를 4승 2패로 꺾고 24년만이자 세이부 시대 개막 후 처음으로 일본 시리즈 우승을 달성했다.
단일 리그제로 회귀한 1983년 시즌 초반부터 선두 자리를 독주했고 86승 4무 40패의 압도적인 성적으로 2년 연속 리그 우승을 차지했다. 일본 시리즈에선 요미우리 자이언츠를 만나 4승 3패로 승리, 역시 2연패에 성공했다.
1984년 시즌은 다부치 고이치, 야마자키 히로유키 등의 선수 노쇠화로 부진 끝 3위에 그쳤다. 이 시즌을 마지막으로 다부치, 야마자키가 은퇴를 선언했다.
1985년, 주니치 드래건스로부터 다오 야스시를 트레이드로 영입했다. 팀 내 5년차 선수였던 아키야마 고지가 홈런왕을 두고 다툴 정도로 성장했으며 투수진은 2년차 와타나베 히사노부, 4년차 구도 기미야스가 이끌면서 젊은 선수들이 팀의 주축으로 자리잡게 된다. 이 힘으로 2년만에 리그 우승에는 성공했지만 일본 시리즈에선 한신 타이거즈에 2승 4패로 밀리며 아쉽게 패했다. 시즌 종료 후 통풍을 문제로 히로오카 감독이 사임했으며 후임으로 82년부터 84년까지 수석 코치직을 맡고 있었던 모리 마사아키가 취임했다. 이 해 드래프트에서 PL 학원의 기요하라 가즈히로에 대한 교섭권을 획득하였다.

#### 모리 감독 시대
1986년 시즌부터 모리 마사아키 감독의 지휘 아래서 팀의 투타 전력이 완성 단계에 올랐다. 특히 와타나베 히사노부(1986,88,90년 리그 최다승, 1986년 방어율 1위), 궈타이위안(1991년 시즌 MVP, 1988년, 94년 승률 1위), 구도 기미야스(1993년 시즌 MVP, 1987년, 91년, 93년 승률 1위), 이시이 다케히로(1992년 시즌 MVP, 승률 1위, 사와무라 에이지상), 와타나베 도미오(1991년 방어율 1위), 가토리 요시타카(1990년 구원왕) 등이 이끈 투수진과 AK포로 불렸던 아키야마 요시히로와 기요하라 가즈히로 쌍포가 이끈 타선이 조화를 이루었다. 모리 감독이 재임한 1986년부터 1994년까지의 9시즌 중 오릭스에 1위를 뺏겼던 1989년을 제외한 8시즌동안 리그 우승을 차지했으며 야쿠르트에 패배한 1993년, 요미우리에 패배한 1994년을 제외하고 6년동안 일본 시리즈 정상에 오르며 최강 팀의 반열에 올랐다.
1986년, 새로 입단한 기요하라 가즈히로의 활약에 힘입어 긴테쓰를 누르고 2년 연속 리그 우승을 차지하는 데 성공했다. 일본 시리즈에선 히로시마 도요 카프와 맞붙었는데 첫 경기에서 비긴 후 내리 3연패를 당했으나 이후 5차전부터 내리 4연승을 달리면서 역전 우승을 차지하며 3년만에 일본 정상에 올랐다. 한편 시즌 중이었던 8월 5일 구단 사무실을 구장 부지 내부로 이전하며 구단의 제반 시설(사무실, 홈 구장, 연습장, 합숙소)가 모두 사이타마현 도코로자와시에 위치하게 되었다. (회사 등기상 본점은 계속 선샤인 60에 남아있다.)
1987년, 기요하라의 부진과 와타나베 히사노부의 부상 등으로 시즌 내내 고전했지만 결국 8월 한큐를 꺾고 선두에 오르면서 3년 연속 리그 정상 자리를 유지했다. 일본 시리즈에선 요미우리 자이언츠를 4승 2패로 꺾으며 2년 연속 일본 정상에 올랐다.
1988년, 리그 막판까지 선두 자리를 고수했지만 긴테쓰의 맹추격을 받으며 10월 19일 긴테쓰와 지바 롯데의 더블 헤더 경기에서 긴테쓰가 모두 승리할 경우 리그 4연패가 무산될 위기에 처했었다. 하지만 더블 헤더 2차전에서 긴테쓰가 무승부에 그치면서 리그 4연패가 확정되었다. 일본 시리즈에선 주니치 드래건스를 다시 만나 4승 1패로 격파하며 3년 연속 일본 시리즈 우승에 성공했다.
1989년, 리그 초반부터 부진에 빠져 7월 중순까지 한번도 3연승을 거두지 못하는 상황이었다. 하지만, 후반기 반전하며 9월 선두에 올라섰지만 10월 12일 긴테쓰와의 더블 헤더에서 랠프 브라이언트에게 4연타석 홈런을 맞는 등 2연패를 당하면서 긴테쓰에게 우승을 내줘 리그 5연패가 무산되었다. 결국 2위 오릭스와 0.5경기차 리그 3위에 그쳤다.
1990년, 3년 연속으로 한 선수가 거둔 팀 내 최다 세이브가 한 자릿수에 그쳤던 점을 보완하기 위해 요미우리에서 가토리 요시타카를 영입하였고 드래프트에서 시오자키 데쓰야를 지명하며 불펜을 강화했다. 그 힘을 통해 초반부터 선두 자리를 독주, 6월 8연패의 고비를 제외하곤 안정감 있게 시즌을 보내며 리그 우승을 탈환했다. 일본 시리즈에선 다시 만난 요미우리에게 4전 전승을 거두며 2년만의 일본 시리즈 정상을 제패했다.
1991년, 개막전부터 8연승을 거두며 일찌감치 선두로 뛰어올라 리그를 독주하고 있었으나 시즌 중반부터 상승세를 탄 긴테쓰와 선두 쟁탈전을 벌이게 된다. 하지만 9월 12연승을 거두며 긴테쓰를 따돌리고 퍼시픽 리그를 2연패했다. 히로시마 도요 카프와의 일본 시리즈에선 2승 3패로 뒤진 상황에서 내리 6, 7차전에서 승리를 거두고 2년 연속 일본 시리즈 우승을 차지했다.
1992년, 6월 긴테쓰를 제치고 선두에 올라선 후 독주해 3년 연속 리그 우승을 차지했다. 이후 야쿠르트를 4승 3패로 누르고 3년 연속 일본 시리즈 우승을 차지했다.
1993년, 오레스테스 데스트라데의 메이저 리그 복귀로 팀 타선의 약화가 우려됐지만 닛폰햄을 누르고 4년 연속 리그 우승에 성공했다. 하지만 2년 연속으로 야쿠르트와 만난 일본 시리즈에선 3승 4패로 아쉽게 물러나 일본 시리즈 4연패가 무산됐다. 시즌 종료 후 후쿠오카 다이에 호크스와 아키야마 고지를 포함한 3대3 트레이드를 단행했다.
1994년엔 오릭스, 긴테쓰, 다이에와 치열하게 우승 경쟁을 벌인 끝에 간신히 9월에 리그 우승을 확정지으며 퍼시픽 리그 신기록인 5년 연속 리그 우승을 달성했다. 하지만 일본 시리즈에선 요미우리를 상대로 2승 4패에 그치면서 2년 연속 준우승에 머물렀다. 이 시즌을 마지막으로 모리 감독이 용퇴했다.

#### 히가시오 감독 시대
1995년, 히가시오 오사무가 신임 감독으로 취임했다. 하지만 이시게 히로미치, 구도 기미야스 등 황금기를 이끌었던 주역들이 잇달아 다이에로 이적하면서 전력이 약화, 남은 주전들도 노쇠화에 시달리며 부진한 성적을 거뒀다. 리그 초반 우승 경쟁을 펼쳤지만 이후 선두 오릭스와의 차이가 벌어졌고 상승세를 탄 지바 롯데에도 밀리며 리그 3위에 그쳐 리그 6연패가 무산되었다.
1996년 역시 팀을 제대로 추스르지 못하며 초반부터 부진한 성적을 거뒀으나 니시구치 후미야가 좋은 활약을 보이며 막판 상승세를 탔다. 하지만 결국 2년 연속 리그 3위에 그쳤다. 그동안 4번 타자 역할을 맡가왔던 기요하라 가즈히로도 이 시즌을 마지막으로 요미우리로 이적했다.
1997년 마쓰이 가즈오, 오토모 스스무, 타카기 다이세이 등 신진 선수들의 활약으로 3년만에 리그 우승에 성공했지만 일본 시리즈에선 야쿠르트에 1승 4패로 패하며 다시 준우승을 거뒀다.
1998년 시즌, 닛폰햄과의 치열한 선두 경쟁 끝에 리그 2연패에 성공했다. 1998년 일본 시리즈에선 요코하마 베이스타스에게 2승 4패로 물러나 2년 연속 준우승에 그쳤다. 드래프트에선 이 해 고교야구 봄 시즌, 여름 시즌을 연거푸 우승한 요코하마 고교의 마쓰자카 다이스케를 1순위로 지명, 닛폰햄&요코하마와의 경합 끝에 추첨을 통해 교섭권을 획득했으며 같은 해 시즌 후
TML의 초청을 받아 대만 원정을 떠났다. 1999년에는 세이부 돔이 완성됐고 마쓰자카의 인기가 작용하면서 구단의 관객 동원수, TV 중계 수익이 증가하면서 이목을 끌었다.
그러나 팀 성적은 99년~2001년까지 3년 연속 리그 2위에 그쳤다.

#### 이하라 감독 시대 (1차)
2001년을 마지막으로 히가시오 감독이 물러났다. 후임 감독으로는 이토 쓰토무가 물망에 올랐으나 본인이 아직 현역 생활을 희망하면서 수석 코치였던 이하라 하루키가 감독으로 승격, 이토는 종합 코치 겸 포수로 자리를 옮겼다. 다가온 2002년 시즌, 구단 신기록이자 당시 일본 야구 신기록이었던 55홈런 타이기록을 세운 알렉스 카브레라의 활약에 힘입어 개막 직후부터 선두를 질주하며 가볍게 우승을 확정지었다. 그러나 일본 시리즈에선 하라 다쓰노리가 이끈 요미우리에 4연패로 물러나고 말았다.
2003년 시즌엔 다이에와 우승을 다퉜으나 리그 2위에 그쳤고 시즌 종료 전 이토 쓰토무가 은퇴 의사를 표명하면서 이하라가 퇴진, 이토가 새롭게 감독직에 취임했다.

#### 이토 감독 시대
2004년 시즌, 정규 시즌 성적은 2위에 그쳤지만 플레이오프를 통해 제1 1 스테이지에서 닛폰햄을 2승 1패, 제 2 스테이지에서 다이에를 3승 2패로 꺾으면서 2년만이자 통산 20번째 리그 우승을 차지했다. 일본 시리즈에선 주니치를 4승 3패로 꺾고 12년만의 일본 시리즈 우승에 성공했다. 이 해 경영 개선책의 일환으로 홈 구장인 세이부 돔의 시설 명칭과 2군 팀 명칭 매매권을 매각하였다. 기업용 통신 요금 일괄 청구 서비스를 주된 사업으로 하는 인보이스가 참여해 12월 29일, 2군의 명명권을 3년간 취득하기로 합의했다.
2005년부터 2군 구단의 이름을 「인보이스」, 2군 구장명을 「인보이스 SEIBU 돔」으로 변경했다. 정규 시즌 3위를 기록했으며 플레이오프에서 지바 롯데에게 패배하며 시즌을 마무리했다. 오프 시즌, 모기업 고쿠토의 사업 부진과 계열사이자 현재의 모회사인 세이부 철도의 유가증권 보고서 허위 기재 문제로 인한 주가 급락, 상장 폐지에 따른 채무 구조의 악화로 세이부 그룹은 경영 재건의 일환으로 구단 매각 방침을 세웠다. 이에 2004년 신구단 창단 당시 라쿠텐에 밀려 패배한 라이브도어 등 복수의 기업이 인수를 타진했지만 매각 액수와 세이부 돔의 지속적인 사용이라는 조건이 문제가 되어 결렬되었다. 결국 2006년 이후에도 세이부 그룹 측이 구단을 계속 보유하게 되었고 11월 12일에는 1980년 이후 25년만에 처음으로 「팬 감사의 모임」을 개최하였고 이후 매년 열리게 되었다.
2006년, 닛폰햄과 리그 1위를 두고 다투며 리그 최종전까지 갔지만 결국 1게임차 리그 2위에 그쳤다. 플레이오프에서도 후쿠오카 소프트뱅크 호크스를 상대로 1승 2패로 탈락했다. 그 해 12월 2일, 네이밍 계약이 만료된 인보이스를 대신하여 인력,간호 서비스를 제공하는 굿윌 그룹(現 테크노프로 홀딩스)와 신규로 5년 명명권 계약을 맺으며 세이부 돔을 「굿윌 돔」, 2군 팀 명칭을 「굿윌」로 변경해 2007년 1월 1일부터 발호하였다.
2007년 1월 17일, 오다 히데카즈 구단 사장이자 구단주 대행(당시)가 사이타마 현청을 방문하여 지사에게 구단 이름에 지역명을 사용할 방침을 밝혔다 이 단계에서 새 구단명으로 「사이타마 라이온즈」혹은 「도코로자와 라이온즈」가 유력하게 부상했지만 무사시국의 세이부로서 지역명을 표현하면서 동시에 기업명이기도한 「세이부 라이온즈」도 후보로 떠올랐다. 또한 2008년 이후부터 사이타마 현영 오미야 공원 야구장에서도 1군 공식전이나 포스트 시즌 개최를 할 방침을 밝혔다.
팀은 교류전 10연패를 기록하는 등 부진, 9월 26일 시점에서 지바 롯데에 패하면서 일본 프로야구 기록인 25년 연속 A클래스(리그 1~3위) 등극 기록이 마무리되며 26년만의 B클래스(리그 4~6위)가 확정되었다. 결국 최하위 오릭스와 2.5게임차 리그 5위라는 최악의 성적을 받아들었다. 시즌 종료 직전, 이토 쓰토무 감독이 부진의 책임을 지고 사의를 표명, 시즌 종료와 함께 감독직에서 퇴임했다. 11월 14일 프로 야구 구단주 회의의 승인으로 구단 이름이 사이타마 세이부 라이온즈(埼玉西武ライオンズ)로 최종 승인되면서 사이타마 현 구단임을 분명히해 지역 밀착을 도모하게 됐다.

#### 와타나베 감독 시대
2008년
1월 1일 구단명을 사이타마 세이부 라이온즈(埼玉西武ライオンズ)로 공식변경했다. 와타나베 히사노부 2군 감독이 1군 감독으로 승격해 팀 지휘를 맡게 됐다. 구로에 유키노부를 수석 코치로, 오쿠보 히로모토를 타격 코치로 임명하는 등 팀 코치진을 개편하였고 그 결과로 팀 타격력이 살아나며 감독은 이를 No Limit 타선(No Limit打線)이라 명명했다. 8월 11일 창단 후 통산 4천승을 기록했다. 4월 리그 1위 자리에 오른 후 선두 자리를 한번도 내주지 않았고 결국 9월 26일 구단명 변경 후 처음이자 2004년 이후 4년만의 리그 우승에 성공했다.
클라이맥스 시리즈에선 닛폰햄과 파이널 스테이지에서 경기, 4승 2패로 승리하며 2004년 이후 처음으로 일본 시리즈에 출전했다. 요미우리와 만난 일본 시리즈에선 2승 3패까지 몰렸으나 이후 2연승을 거두며 4승 3패로 역전 우승을 차지하며 4년만의 일본 정상에 올랐다. 아시아 시리즈 결승에서 퉁이 라이온즈를 누르고 우승하며 아시아 시리즈 첫 우승도 달성했다.

## 역대 감독
- 미야자키 가나메(宮崎要, 1950년)(등록상에는 1951년 ~ 1952년으로도 감독)
- 미하라 오사무(三原脩, 1951년 ~ 1959년)(등록상에는 1951년 ~ 1952년으로도 총감독)
- 가와사키 도쿠지(川崎徳次, 1960년 ~ 1961년)
- 나카니시 후토시(中西太, 1962년 ~ 1969년)
  - 기토 마사이치(鬼頭政一, 1969년)【감독 대행】
- 이나오 가즈히사(稲尾和久, 1970년 ~ 1974년)
- 에토 신이치(江藤愼一, 1975년)
- 리오 더로셔(Leo Durocher, 1976년)[6]
- 기토 마사이치(鬼頭政一, 1976년 ~ 1977년)
- 네모토 리쿠오(根本陸夫, 1978년 ~ 1981년)
- 히로오카 다쓰로(広岡達朗, 1982년 ~ 1985년)
- 모리 마사아키(森祇晶, 1986년 ~ 1994년)
- 히가시오 오사무(東尾修, 1995년 ~ 2001년)
- 이하라 하루키(伊原春樹, 2002년 ~ 2003년) 〈제1차〉
- 이토 쓰토무(伊東勤, 2004년 ~ 2007년)
- 와타나베 히사노부(渡辺久信, 2008년 ~ 2013년)
- 이하라 하루키(伊原春樹, 2014년) 〈제2차〉
- 다나베 노리오(田辺徳雄, 2014년 ~ 2016년)
- 쓰지 하쓰히코(辻発彦, 2017년 ~ 2022년)
- 마쓰이 가즈오(松井稼頭央, 2023년 ~ )

## 연도별 성적
| 연도   | 감독              | 순위 | 경기 | 승리 | 패전 | 무승부 | 승률 | 승차   | 타율 | 홈런 | 평균자책점 | 비고               |
| ------ | ----------------- | ---- | ---- | ---- | ---- | ------ | ---- | ------ | ---- | ---- | ---------- | ------------------ |
| 1950년 | 미야자키 가나메   | 5위  | 120  | 51   | 67   | 2      | .432 | 31.5   | .254 | 79   | 3.87       |                    |
| 1951년 | 미하라 오사무     | 2위  | 105  | 53   | 42   | 10     | .558 | 18.5   | .242 | 63   | 2.75       |                    |
| 1952년 | 미하라 오사무     | 3위  | 120  | 67   | 52   | 1      | .563 | 8.5    | .261 | 94   | 3.08       |                    |
| 1953년 | 미하라 오사무     | 4위  | 120  | 57   | 61   | 2      | .483 | 13.5   | .253 | 114  | 3.05       |                    |
| 1954년 | 미하라 오사무     | 1위  | 140  | 90   | 47   | 3      | .657 | -      | .256 | 134  | 2.17       |                    |
| 1955년 | 미하라 오사무     | 2위  | 144  | 90   | 50   | 4      | .643 | 9      | .259 | 140  | 2.68       |                    |
| 1956년 | 미하라 오사무     | 1위  | 154  | 96   | 51   | 7      | .646 | -      | .254 | 95   | 1.87       |                    |
| 1957년 | 미하라 오사무     | 1위  | 132  | 83   | 44   | 5      | .648 | -      | .255 | 94   | 2.15       |                    |
| 1958년 | 미하라 오사무     | 1위  | 130  | 78   | 47   | 5      | .619 | -      | .243 | 83   | 2.37       |                    |
| 1959년 | 미하라 오사무     | 4위  | 144  | 66   | 64   | 14     | .508 | 22     | .236 | 69   | 2.66       |                    |
| 1960년 | 가와사키 도쿠지   | 3위  | 136  | 70   | 60   | 6      | .538 | 12     | .251 | 97   | 3.05       |                    |
| 1961년 | 가와사키 도쿠지   | 3위  | 140  | 81   | 56   | 3      | .589 | 5.5    | .249 | 110  | 2.83       |                    |
| 1962년 | 나카니시 후토시   | 3위  | 136  | 62   | 68   | 6      | .477 | 16     | .245 | 92   | 3.00       |                    |
| 1963년 | 나카니시 후토시   | 1위  | 150  | 86   | 60   | 4      | .589 | -      | .244 | 146  | 2.69       |                    |
| 1964년 | 나카니시 후토시   | 5위  | 150  | 63   | 81   | 6      | .438 | 19.5   | .242 | 116  | 3.57       |                    |
| 1965년 | 나카니시 후토시   | 3위  | 140  | 72   | 64   | 4      | .529 | 15.5   | .246 | 112  | 3.00       |                    |
| 1966년 | 나카니시 후토시   | 2위  | 138  | 75   | 55   | 8      | .577 | 4      | .231 | 125  | 2.13       |                    |
| 1967년 | 나카니시 후토시   | 2위  | 140  | 66   | 64   | 10     | .508 | 9      | .222 | 98   | 2.50       |                    |
| 1968년 | 나카니시 후토시   | 5위  | 133  | 56   | 74   | 3      | .431 | 24     | .237 | 110  | 3.17       |                    |
| 1969년 | 나카니시 후토시   | 5위  | 130  | 51   | 75   | 4      | .405 | 25     | .225 | 119  | 3.40       |                    |
| 1970년 | 이나오 가즈히사   | 6위  | 130  | 43   | 78   | 9      | .355 | 34     | .225 | 137  | 4.12       |                    |
| 1971년 | 이나오 가즈히사   | 6위  | 130  | 38   | 84   | 8      | .311 | 43.5   | .231 | 114  | 4.31       |                    |
| 1972년 | 이나오 가즈히사   | 6위  | 130  | 47   | 80   | 3      | .370 | 32.5   | .242 | 110  | 4.12       |                    |
| 1973년 | 이나오 가즈히사   | 4위  | 130  | 59   | 64   | 7      | .480 | (4)(5) | .239 | 116  | 3.58       | 전기 4위, 후기 5위 |
| 1974년 | 이나오 가즈히사   | 4위  | 130  | 59   | 64   | 7      | .480 | (3)(4) | .235 | 90   | 3.46       | 전기 3위, 후기 4위 |
| 1975년 | 에토 신이치       | 3위  | 130  | 58   | 62   | 10     | .483 | (2)(4) | .261 | 135  | 3.73       | 전기 2위, 후기 4위 |
| 1976년 | 기토 마사이치     | 6위  | 130  | 44   | 76   | 10     | .367 | (6)(6) | .259 | 115  | 4.08       | 전기 6위, 후기 6위 |
| 1977년 | 기토 마사이치     | 6위  | 130  | 49   | 73   | 8      | .402 | (6)(5) | .249 | 128  | 4.27       | 전기 6위, 후기 5위 |
| 1978년 | 네모토 리쿠오     | 5위  | 130  | 51   | 67   | 12     | .432 | (4)(5) | .268 | 109  | 3.75       | 전기 4위, 후기 5위 |
| 1979년 | 네모토 리쿠오     | 6위  | 130  | 45   | 73   | 12     | .381 | (6)(5) | .259 | 140  | 4.60       | 전기 6위, 후기 5위 |
| 1980년 | 네모토 리쿠오     | 4위  | 130  | 62   | 64   | 4      | .492 | (6)(4) | .267 | 219  | 4.43       | 전기 6위, 후기 4위 |
| 1981년 | 네모토 리쿠오     | 4위  | 130  | 61   | 61   | 8      | .500 | (2)(5) | .267 | 143  | 3.62       | 전기 2위, 후기 5위 |
| 1982년 | 히로오카 다쓰로   | 1위  | 130  | 68   | 58   | 4      | .540 | (1)(3) | .253 | 131  | 3.31       | 전기 1위, 후기 3위 |
| 1983년 | 히로오카 다쓰로   | 1위  | 130  | 86   | 40   | 4      | .683 | -      | .278 | 182  | 3.20       |                    |
| 1984년 | 히로오카 다쓰로   | 3위  | 130  | 62   | 61   | 7      | .504 | 14.5   | .256 | 153  | 4.10       |                    |
| 1985년 | 히로오카 다쓰로   | 1위  | 130  | 79   | 45   | 6      | .637 | -      | .272 | 155  | 3.82       |                    |
| 1986년 | 모리 마사아키     | 1위  | 130  | 68   | 49   | 13     | .581 | -      | .281 | 185  | 3.69       |                    |
| 1987년 | 모리 마사아키     | 1위  | 130  | 71   | 45   | 14     | .612 | -      | .249 | 153  | 2.96       |                    |
| 1988년 | 모리 마사아키     | 1위  | 130  | 73   | 51   | 6      | .589 | -      | .270 | 176  | 3.61       |                    |
| 1989년 | 모리 마사아키     | 3위  | 130  | 69   | 53   | 8      | .566 | 0.5    | .271 | 150  | 3.86       |                    |
| 1990년 | 모리 마사아키     | 1위  | 130  | 81   | 45   | 4      | .643 | -      | .263 | 162  | 3.48       |                    |
| 1991년 | 모리 마사아키     | 1위  | 130  | 81   | 43   | 6      | .653 | -      | .265 | 155  | 3.22       |                    |
| 1992년 | 모리 마사아키     | 1위  | 130  | 80   | 47   | 3      | .630 | -      | .278 | 159  | 3.52       |                    |
| 1993년 | 모리 마사아키     | 1위  | 130  | 74   | 53   | 3      | .583 | -      | .260 | 114  | 2.96       |                    |
| 1994년 | 모리 마사아키     | 1위  | 130  | 76   | 52   | 2      | .594 | -      | .279 | 122  | 3.81       |                    |
| 1995년 | 히가시오 오사무   | 3위  | 130  | 67   | 57   | 6      | .540 | 12.5   | .246 | 117  | 2.98       |                    |
| 1996년 | 히가시오 오사무   | 3위  | 130  | 62   | 64   | 4      | .492 | 13     | .258 | 141  | 3.58       |                    |
| 1997년 | 히가시오 오사무   | 1위  | 135  | 76   | 56   | 3      | .576 | -      | .281 | 110  | 3.63       |                    |
| 1998년 | 히가시오 오사무   | 1위  | 135  | 70   | 61   | 4      | .534 | -      | .270 | 115  | 3.66       |                    |
| 1999년 | 히가시오 오사무   | 2위  | 135  | 75   | 59   | 1      | .560 | 4      | .258 | 89   | 3.58       |                    |
| 2000년 | 히가시오 오사무   | 2위  | 135  | 69   | 61   | 5      | .531 | 2.5    | .255 | 97   | 3.68       |                    |
| 2001년 | 히가시오 오사무   | 3위  | 140  | 73   | 67   | 0      | .521 | 6      | .256 | 184  | 3.88       |                    |
| 2002년 | 이하라 하루키     | 1위  | 140  | 90   | 49   | 1      | .647 | -      | .278 | 183  | 3.20       |                    |
| 2003년 | 이하라 하루키     | 2위  | 140  | 77   | 61   | 2      | .558 | 5.5    | .271 | 191  | 4.43       |                    |
| 2004년 | 이토 쓰토무       | 1위  | 133  | 74   | 58   | 1      | .561 |        | .276 | 183  | 4.29       |                    |
| 2005년 | 이토 쓰토무       | 3위  | 136  | 67   | 69   | 0      | .493 |        | .269 | 162  | 4.27       |                    |
| 2006년 | 이토 쓰토무       | 2위  | 136  | 80   | 54   | 2      | .597 |        | .275 | 131  | 3.64       |                    |
| 2007년 | 이토 쓰토무       | 5위  | 144  | 66   | 76   | 2      | .465 | 14.5   | .264 | 126  | 3.82       |                    |
| 2008년 | 와타나베 히사노부 | 1위  | 144  | 76   | 64   | 4      | .543 | -      | .270 | 198  | 3.86       |                    |
| 2009년 | 와타나베 히사노부 | 4위  | 144  | 70   | 70   | 4      | .500 | 11     | .261 | 163  | 4.01       |                    |
| 2010년 | 와타나베 히사노부 | 2위  | 144  | 78   | 65   | 1      | .545 | 0      | .271 | 150  | 4.19       |                    |
| 2011년 | 와타나베 히사노부 | 3위  | 144  | 68   | 67   | 9      | .504 | 20.5   | .253 | 103  | 3.15       |                    |
| 2012년 | 와타나베 히사노부 | 2위  | 144  | 72   | 63   | 9      | .533 | 3      | .251 | 78   | 3.24       |                    |
| 2013년 | 와타나베 히사노부 | 2위  | 144  | 74   | 66   | 4      | .529 | 7.5    | .257 | 86   | 3.54       |                    |
| 2014년 | 이하라 하루키     | 5위  | 144  | 63   | 77   | 4      | .450 | 16     | .248 | 125  | 3.77       |                    |
| 2015년 | 다나베 노리오     | 4위  | 143  | 69   | 69   | 5      | .500 | 20.5   | .263 | 136  | 3.69       |                    |
| 2016년 | 다나베 노리오     | 4위  | 143  | 64   | 76   | 3      | .457 | 23.0   | .264 | 128  | 3.85       |                    |
| 2017년 | 쓰지 하쓰히코     | 2위  | 143  | 79   | 61   | 3      | .564 | 13.5   | .264 | 153  | 3.53       |                    |
| 2018년 | 쓰지 하쓰히코     | 1위  | 143  | 88   | 53   | 2      | .624 | -      | .273 | 196  | 4.24       |                    |
| 2019년 | 쓰지 하쓰히코     | 1위  | 143  | 80   | 62   | 1      | .563 | -      | .265 | 174  | 4.35       |                    |
| 2020년 | 쓰지 하쓰히코     | 3위  | 120  | 58   | 58   | 4      | .500 | 15.5   | .238 | 107  | 4.28       |                    |
| 2021년 | 쓰지 하쓰히코     | 6위  | 143  | 55   | 70   | 18     | .440 | 15     | .239 | 112  | 3.94       |                    |
| 2022년 | 쓰지 하쓰히코     | 3위  | 143  | 72   | 68   | 3      | .514 | 3.5    | .229 | 118  | 2.75       |                    |
| 2023년 | 마쓰이 가즈오     | 5위  | 143  | 65   | 77   | 1      | .458 | 22.5   | .233 | 90   | 2.93       |                    |

- 2023년 시즌 종료 기준, 순위에서 굵은 글씨는 일본 시리즈 우승.
- 통산 성적 : 5074승 391무 4528패(승률 .528)

## 구단 기록

### 경기·승패·승률에 관한 기록

1950년부터 현재까지의 팀 순위, 붉은색점은 일본 시리즈 우승을 나타냄

- 리그 우승 : 23회

(1954년, 1956년 ~ 1958년, 1963년, 1982년, 1983년, 1985년 ~ 1988년, 1990년 ~ 1994년, 1997년, 1998년, 2002년, 2004년, 2008년, 2018년 ~ 2019년)
- 일본 시리즈 우승 : 13회

(1956년 ~ 1958년, 1982년, 1983년, 1986년 ~ 1988년, 1990년 ~ 1992년, 2004년, 2008년)
- 클라이맥스 시리즈 우승 : 1회

(2008년)
- 전기 우승 : 1회

(1982년 전기)
- A클래스 : 50회

(1951년 ~ 1952년, 1954년 ~ 1958년, 1960년 ~ 1963년, 1965년 ~ 1967년, 1975년, 1982년 ~ 2006년, 2008년, 2010년 ~ 2013년, 2017년 ~ 2020년, 2022년)
- B클래스 : 24회

(1950년, 1953년, 1959년, 1964년, 1968년 ~ 1974년, 1976년 ~ 1981년, 2007년, 2009년, 2014년 ~ 2016년, 2021년, 2023년)
- 연속 A클래스 진입 최장 기록 : 25년(1982년 ~ 2006년) ※일본 프로 야구 기록.
- 연속 B클래스 최장 기록 : 7년(1968년 ~ 1974년)
- 최다 승리 : 96승(1956년)
- 최다 패전 : 84패(1971년)
- 최다 무승부 : 14무(1959년, 1987년)
- 최고 승률 : .683(1983년)
- 최저 승률 : .311(1971년)

### 그 외의 기록
- 최소 경기차 : 0.0경기차(2010년)
- 최대 경기차 : 43.5경기차(1971년)
- 최다 홈런 : 219개(1980년)
- 최소 홈런 : 63개(1951년)
- 최고 타율 : .281(1986년, 1997년)
- 최저 타율 : .222(1967년)
- 최고 평균자책점 : 1.87(1956년)
- 최저 평균자책점 : 4.60(1979년)
- 최다 연승 : 14연승(1957년)
  - 무승부를 사이에 두지 않는 연승 기록은 11연승(1954년, 1994년)
- 최다 연패 : 12연패(1979년)
  - 무승부를 사이에 두지 않는 연패 기록은 10연패(1978년, 2007년)

## 역대 홈구장
- 1950년 - 헤이와다이 야구장, 가스가바라 구장[8]
- 1951년 ~ 1964년 - 헤이와다이 야구장
- 1965년 ~ 1972년 - 헤이와다이 야구장, 고쿠라 구장(현 기타큐슈 시민 구장)
- 1973년 ~ 1978년 - 헤이와다이 야구장(준본거지로서 고쿠라 구장, 구마모토시·후지사키다이 현영 야구장)
- 1979년 ~ 1997년 - 세이부 라이온즈 구장
- 1998년 ~ 현재 - 메트라이프 돔[9]

## 역대 외국인 선수
- 오레스테스 데스트라데
- 궈타이위안
- 크레이그 브라젤
- 브라이언 시코스키
- 앤디 밴 헤켄